# Татарский Саракташ
Тата́рский Саракта́ш — село в Саракташском районе Оренбургской области, в составе Васильевского сельсовета.

## География

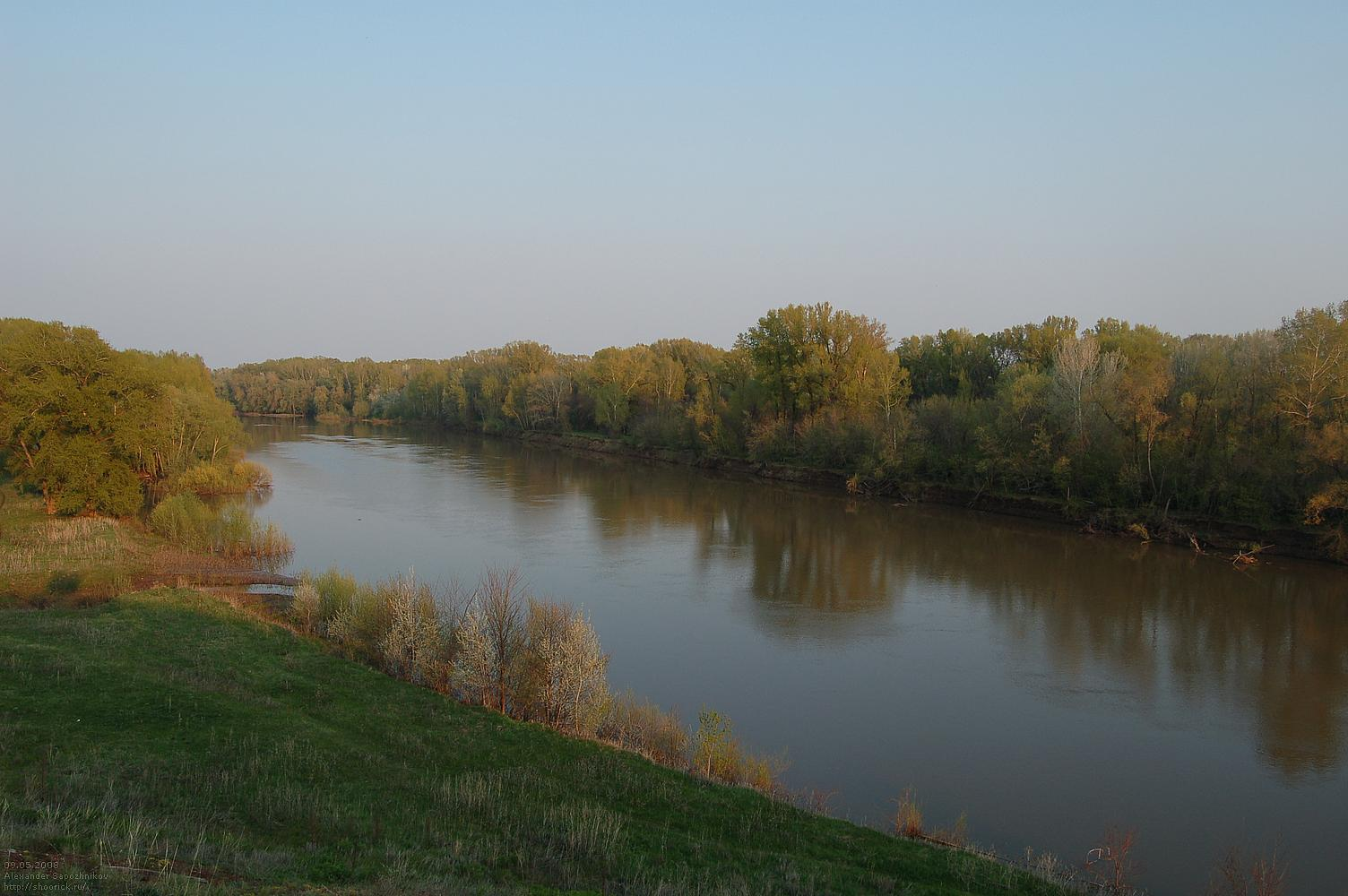
Вид на реку Сакмара со склонов Красной горы

Татарский Саракташ стоит на высоком правом берегу реки Сакмара, на западном склоне так называемой Красной горы — возвышенности, сложенной из красной глины и красного песчаника (отсюда название), которая господствует здесь над долиной реки. Южный мыс горы имеет отметку 215,5 м над уровнем моря, севернее высоты возрастают до 220 м. У юго-восточного склона горы Сакмара принимает свой правый приток — реку Большой Ик, затем делает большую излучину, огибая Красную гору. На выходе русла из этой излучины по правому берегу Сакмары и расположено село. Скорость течения воды в реках Сакмара и Большой Ик в районе населённого пункта — 0,4 м/с.
По некоторым данным, вторым названием Красной горы является Сарыкташ (Саракташ). Сам посёлок Саракташ, районный центр, расположен на противоположном берегу Сакмары, в южном направлении от села. Татарский Саракташ связан с ним автодорогой, пересекающей реку по мосту. Сразу за мостом, на южном берегу Сакмары перед посёлком Саракташ находится село Черкассы. Западнее села Татарский Саракташ на другом берегу реки имеется крупный лесной массив — лес Большой.
Северной границей населённого пункта является овраг Кравцов. Далее к северо-западу от села в Сакмару с правого берега впадает Караелга, имеющая собственный правый приток — реку Туембетку. За устьем Караелги на правом берегу Сакмары находится деревня Райманово. Северо-восточнее Татарского Саракташа — центр сельсовета село Васильевка. Восточнее села и южнее Васильевки, тяготея к долине реки Большой Ик, начинается территория Васильевского государственного охотничьего заказника областного значения.

## История
По имеющимся данным, село Татарский Саракташ основано в 1796 году. Название села связано, вероятно, с названием горы, на склонах которой возникло поселение. Наиболее популярным вариантом этимологии данного топонима является перевод слова «Саракташ» как «овечий камень» или «каменная овца» (тат. сарык, баш. hарыҡ — овца, тат. и баш. таш — камень), что связывают с наличием на горе крупных камней, издали якобы напоминающих овец. Также возможны варианты: «жёлтый камень» (тат. сары, баш. hары — жёлтый), «валун» (баш. hарыҡташ). Деревня Татарский Саракташ и гора Саракташ, по-видимому, дали название основанному в 1913 году на другом берегу реки пристанционному посёлку Саракташ, ныне являющемуся административным центром одноимённого района.
В советский период в селе базировался колхоз «Кзыл-Тау», в 1957 году все колхозы Васильевского сельсовета были объединены в совхоз «Дубовской». В личных подсобных хозяйствах имелся домашний скот, в сельсовете были развиты народные промыслы, прежде всего, вязание из пуха коз и овечьей шерсти (пуховых платков, паутинок, палантинов и других изделий).

## Население
| 2010 |
| ---- |
| 107  |

По состоянию на 1980 год население села составляло приблизительно 280 человек. Согласно переписи 2002 года, в селе проживало 128 человек, из них 59 мужчин и 69 женщин, 84 % населения составляли татары. По данным переписи 2010 года, в селе проживал 51 мужчина и 56 женщин, 87 % населения составляли татары, также проживали башкиры, русские, национальность некоторых жителей при переписи не была указана.

## Улицы
В Татарском Саракташе 4 улицы: Лесная, Набережная, Сакмарская, Центральная.

## Инфраструктура
- Сельский клуб 2004 года постройки.
- Фельдшерско-акушерский пункт в здании 1964 года постройки.
- Магазин[18].
- 2 обустроенных родника — один в селе и родник Придорожный под Красной горой[9].
- Село газифицировано, имеется автобусное сообщение с другими населёнными пунктами[14].

## Достопримечательности

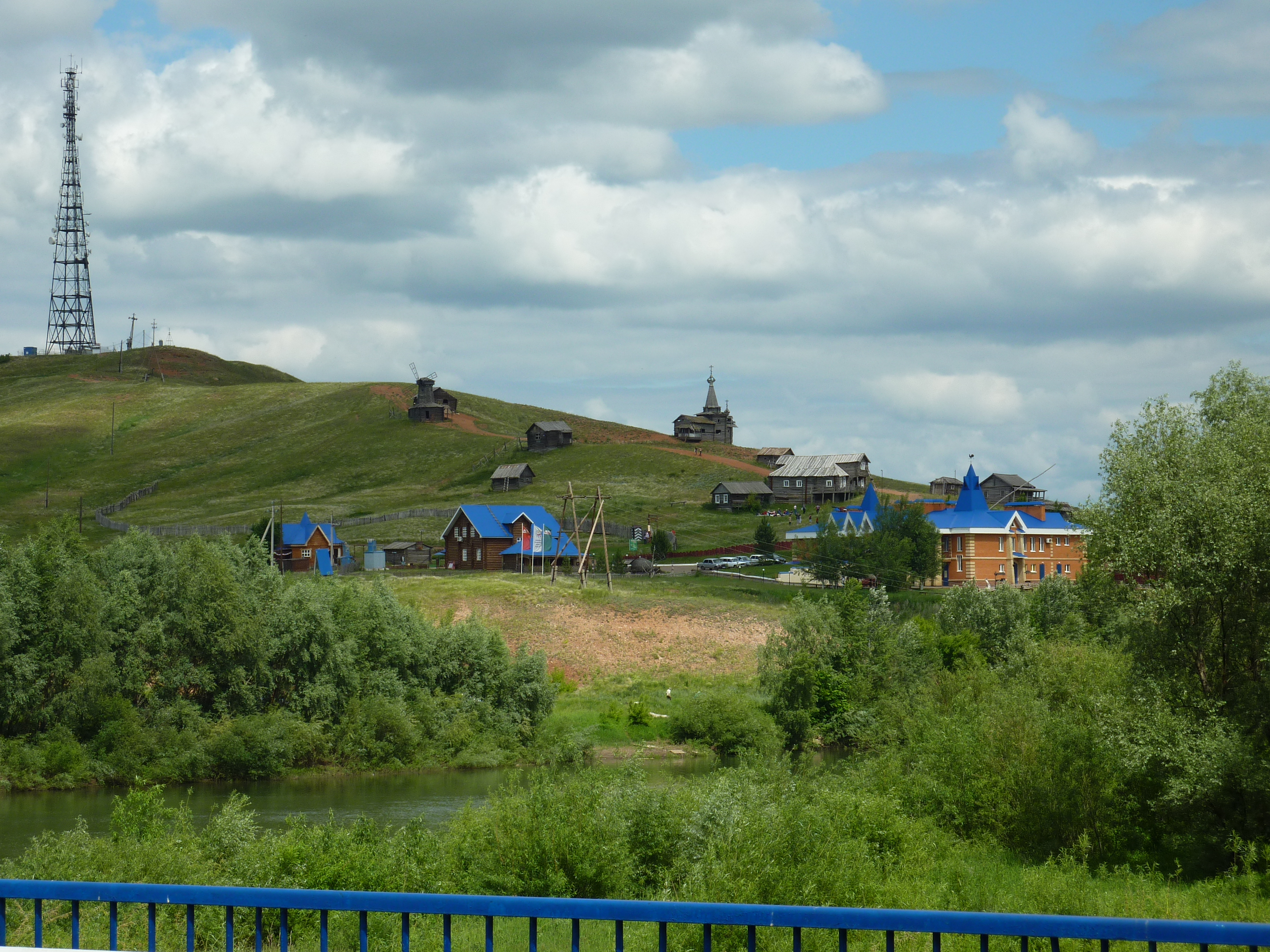
Комплекс «Красная Гора»

- Памятник землякам, погибшим в годы Великой Отечественной войны[9].
- На южных склонах Красной горы над рекой Сакмарой, в непосредственной близости от села, расположен историко-краеведческий и туристический комплекс «Красная Гора». В основе комплекса — деревянные декорации в натуральную величину, выстроенные в 1998 году для съёмок исторического фильма «Русский бунт» и изображающие Белогорскую крепость из романа А. С. Пушкина «Капитанская дочка» о событиях восстания Емельяна Пугачёва. Были возведены церковь, мельница, дома, колодцы, крепостной частокол. В самих съёмках, по некоторым данным, в качестве массовки принимали участие жители окрестных населённых пунктов. После завершения съёмок декорации были сохранены и превращены в небольшой музей-заповедник под открытым небом — своего рода ландшафтно-этнографический музей оренбургского казачества. Комплекс дополнили кафе, сауна, баня, зал торжеств, беседки, гостиница, оборудованные места для купания в реке и рыбалки[4][19]. С 2009 года на территории комплекса функционирует Историко-литературный музей «Капитанская дочка» Оренбургского государственного аграрного университета, созданный по инициативе ректора университета С. А. Соловьёва. Музей имеет филиалы в селе Татищево Переволоцкого района и в селе Черноречье Оренбургского района[20].

## Галерея

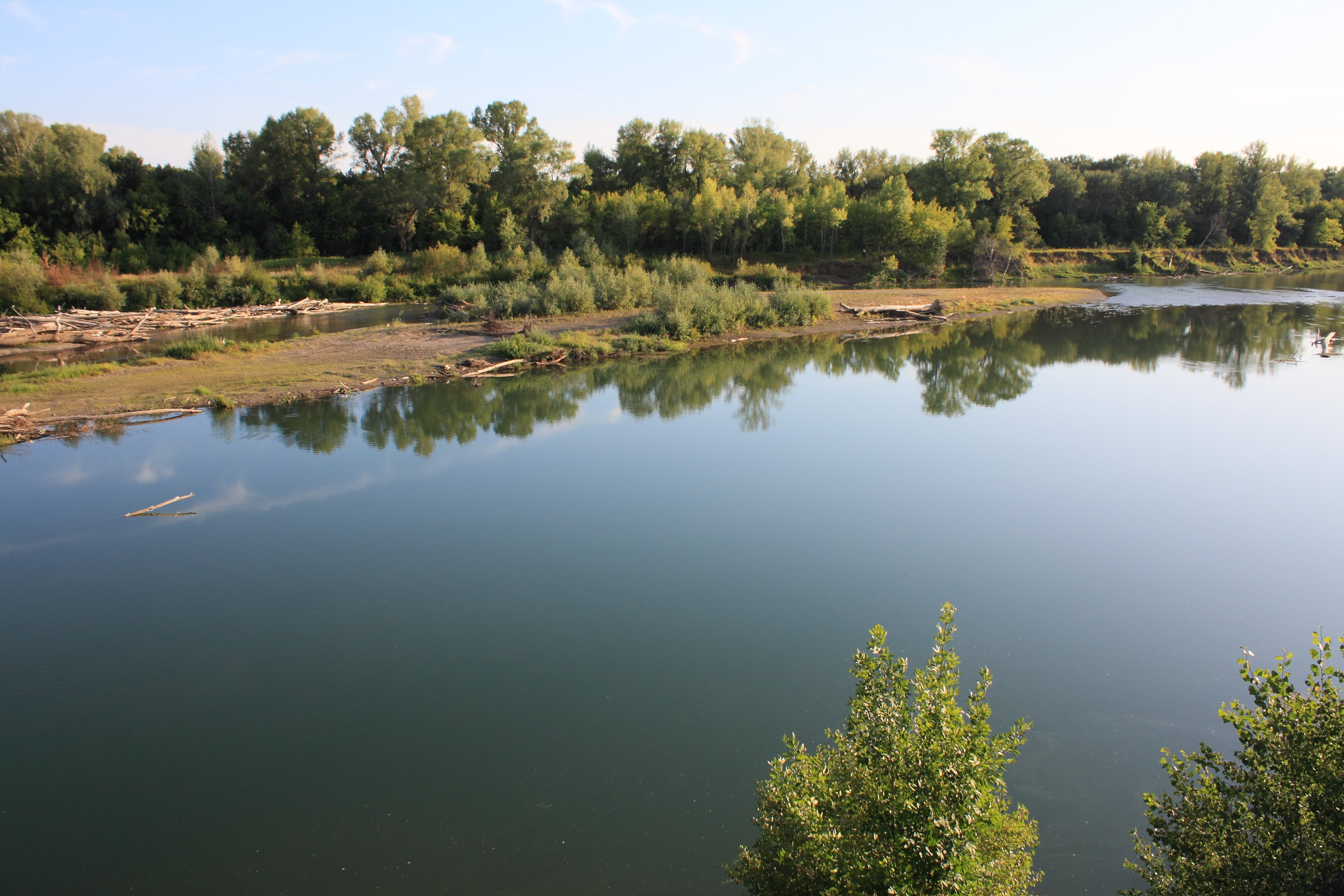
Сакмара у моста на Саракташ
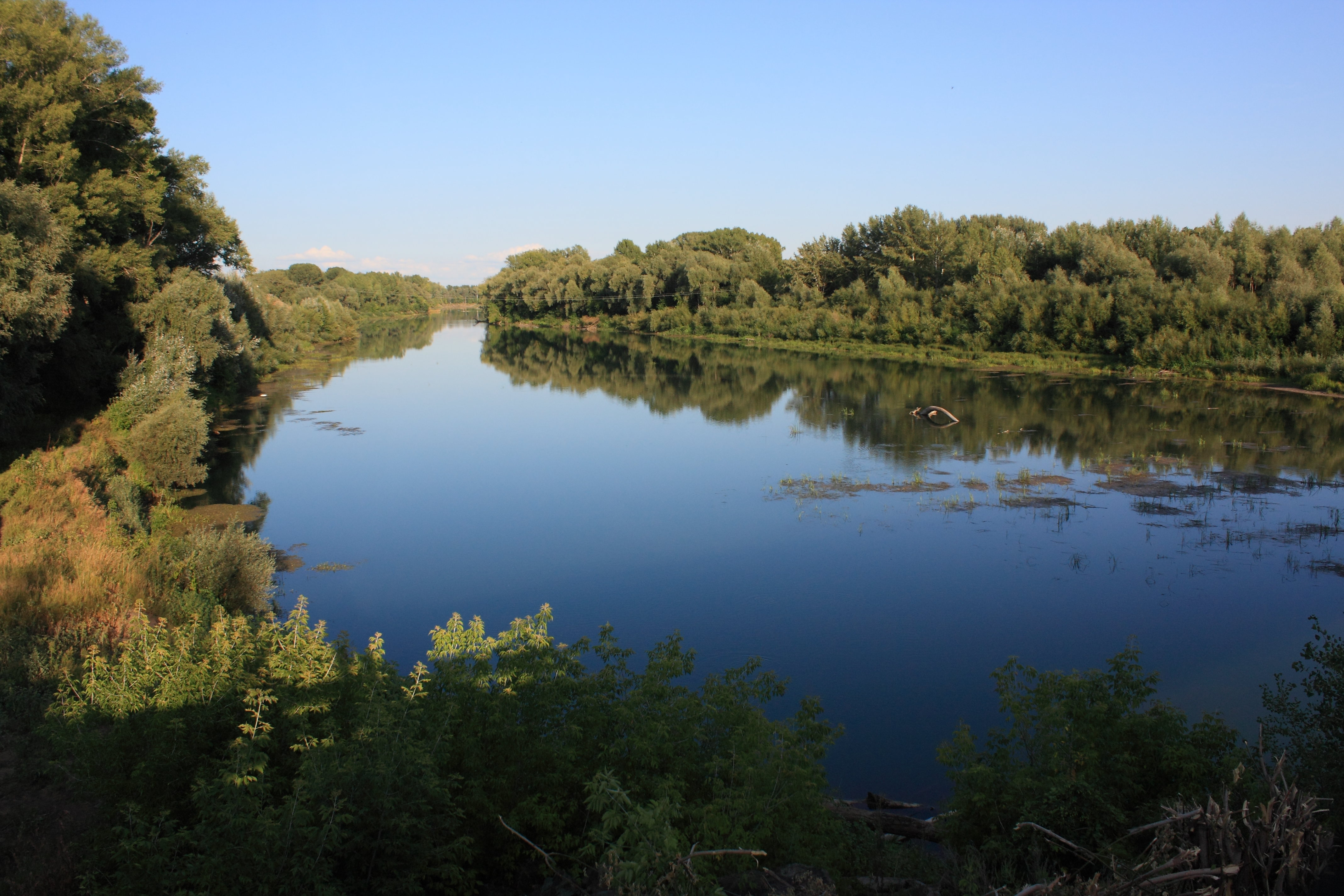
Вид на излучину Сакмары
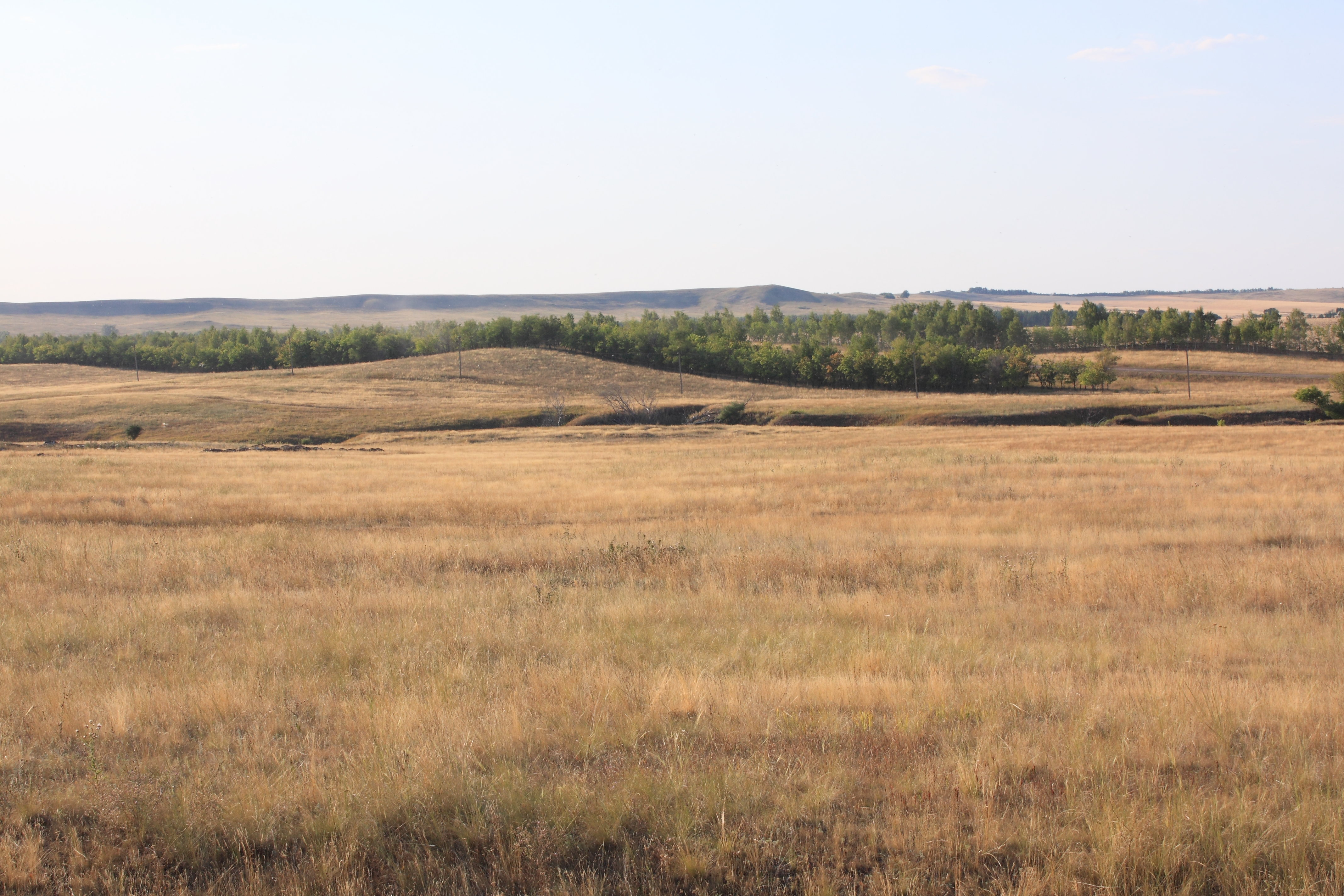
Верховья оврага Кравцов
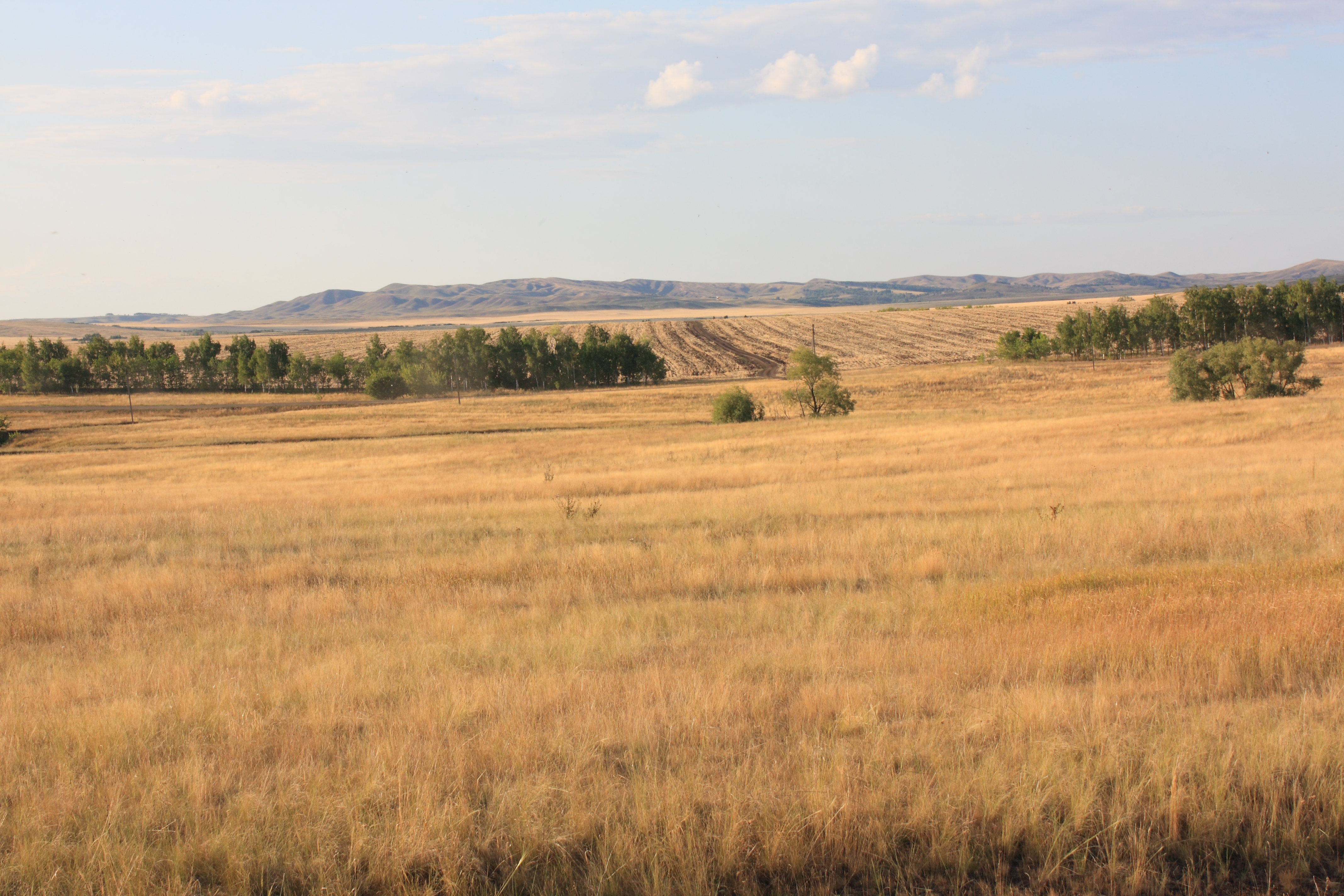
Вид из окрестностей Татарского Саракташа на север
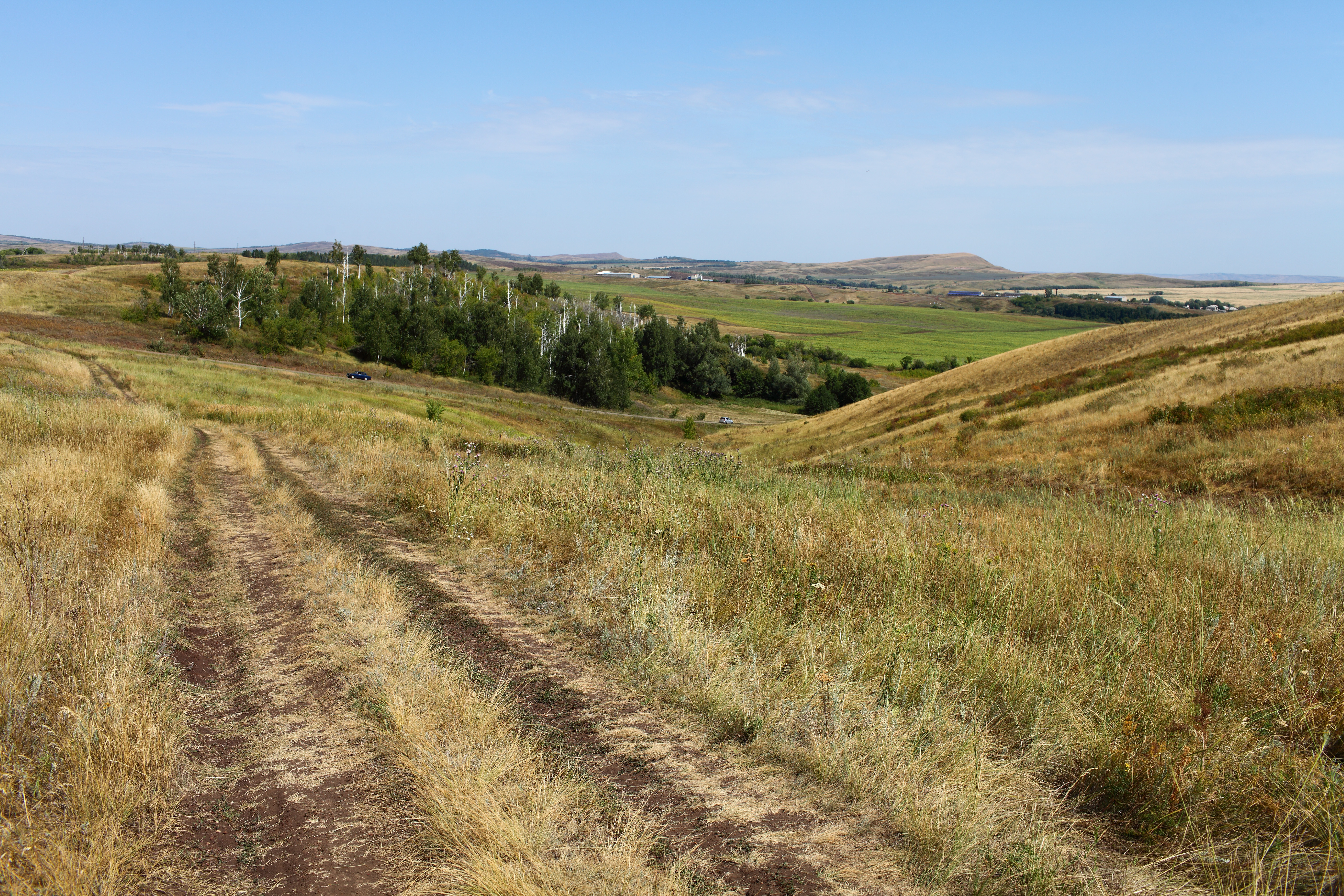
Ландшафт в сторону Васильевки
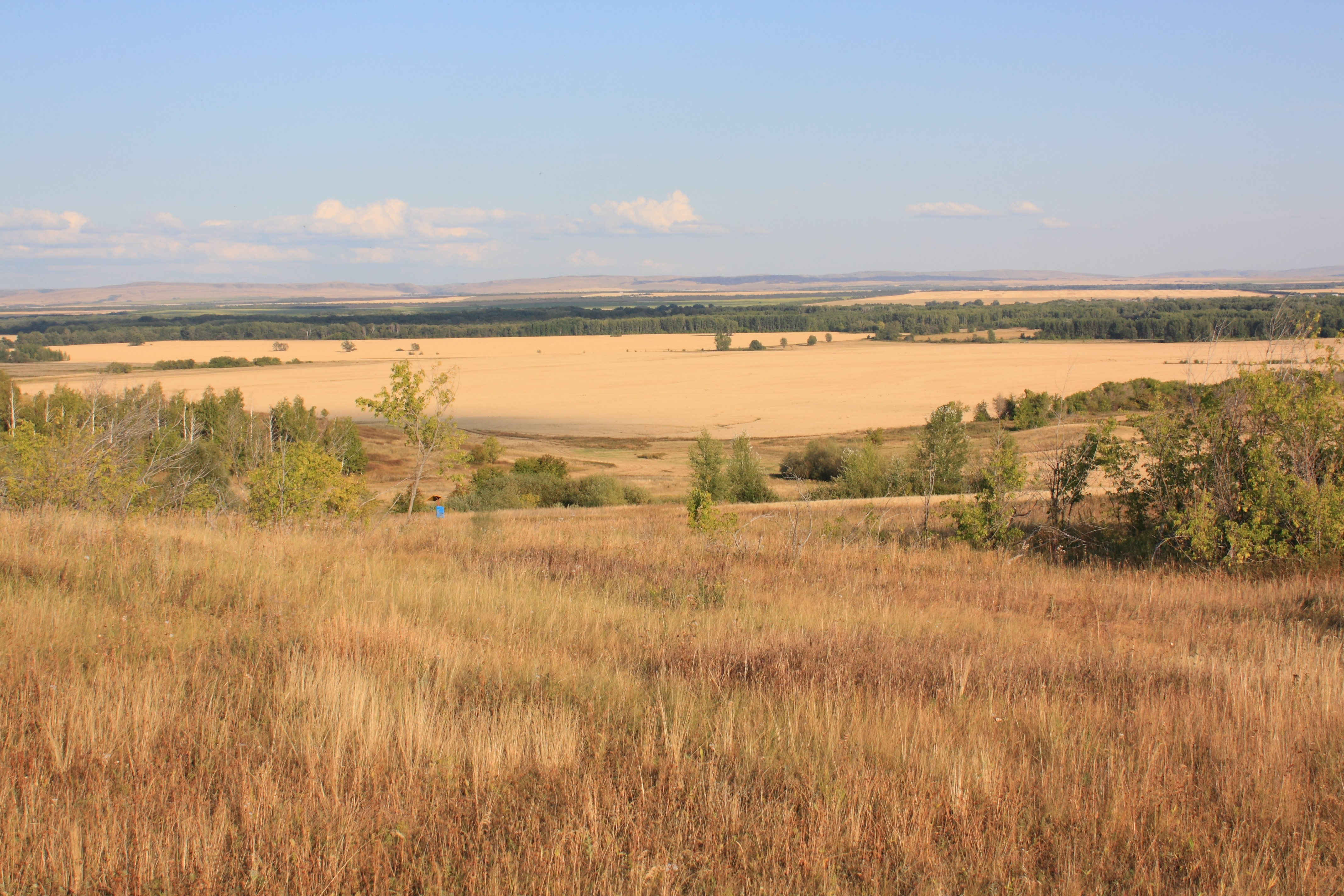
По дороге на Васильевку (вид на юго-восток)
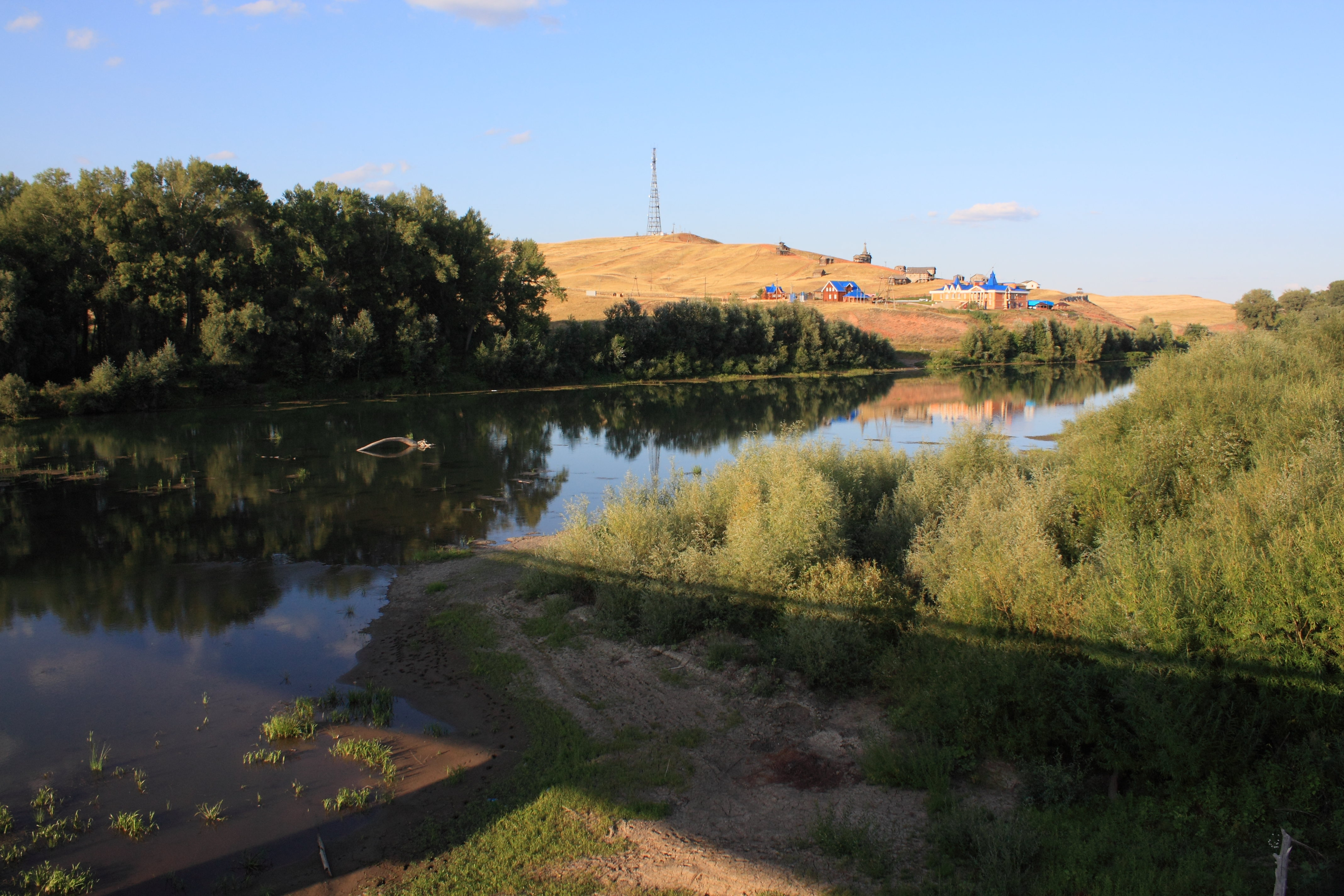
Вид на комплекс «Красная Гора» с противоположного берега Сакмары
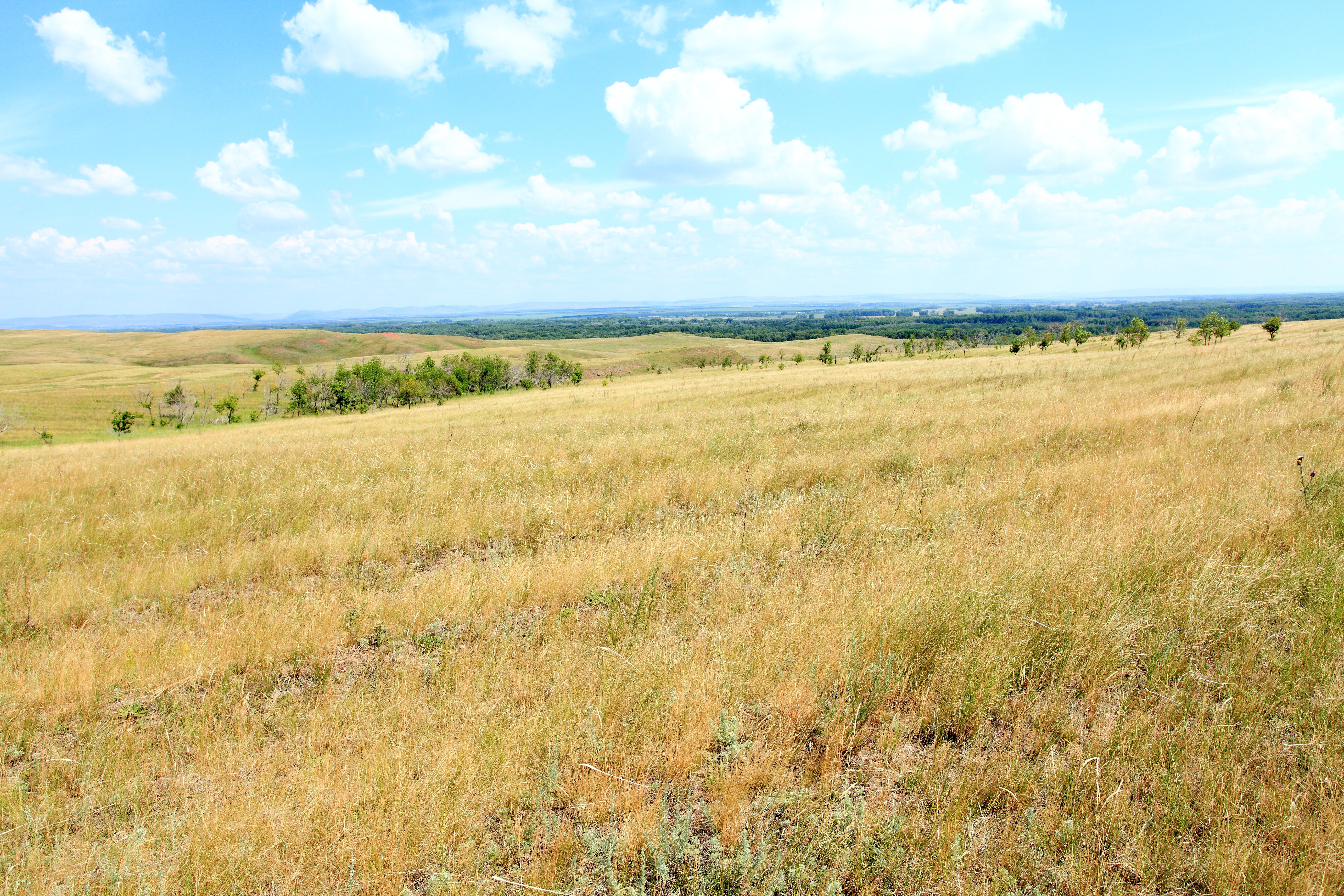
Вид с Красной горы
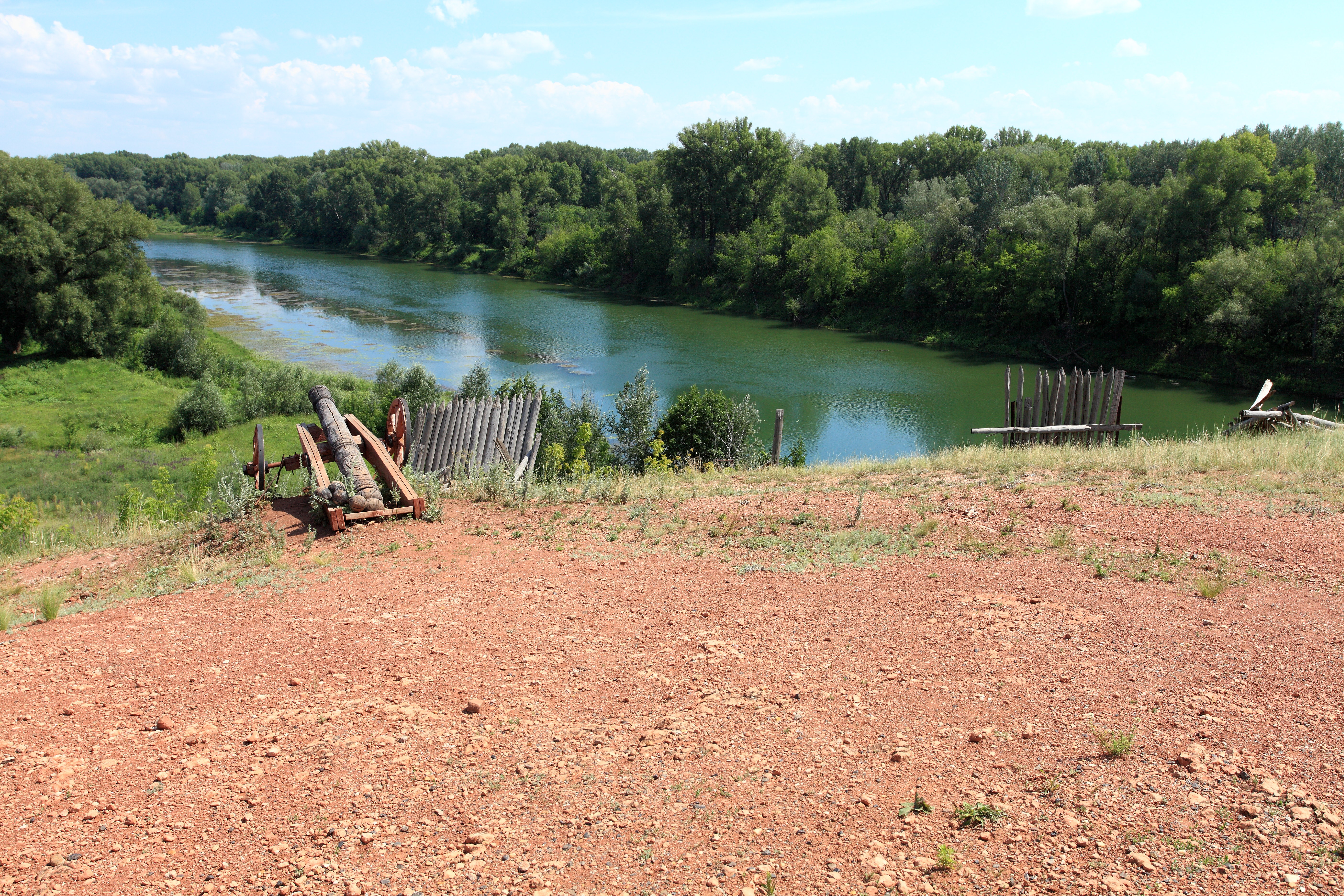
На Красной горе
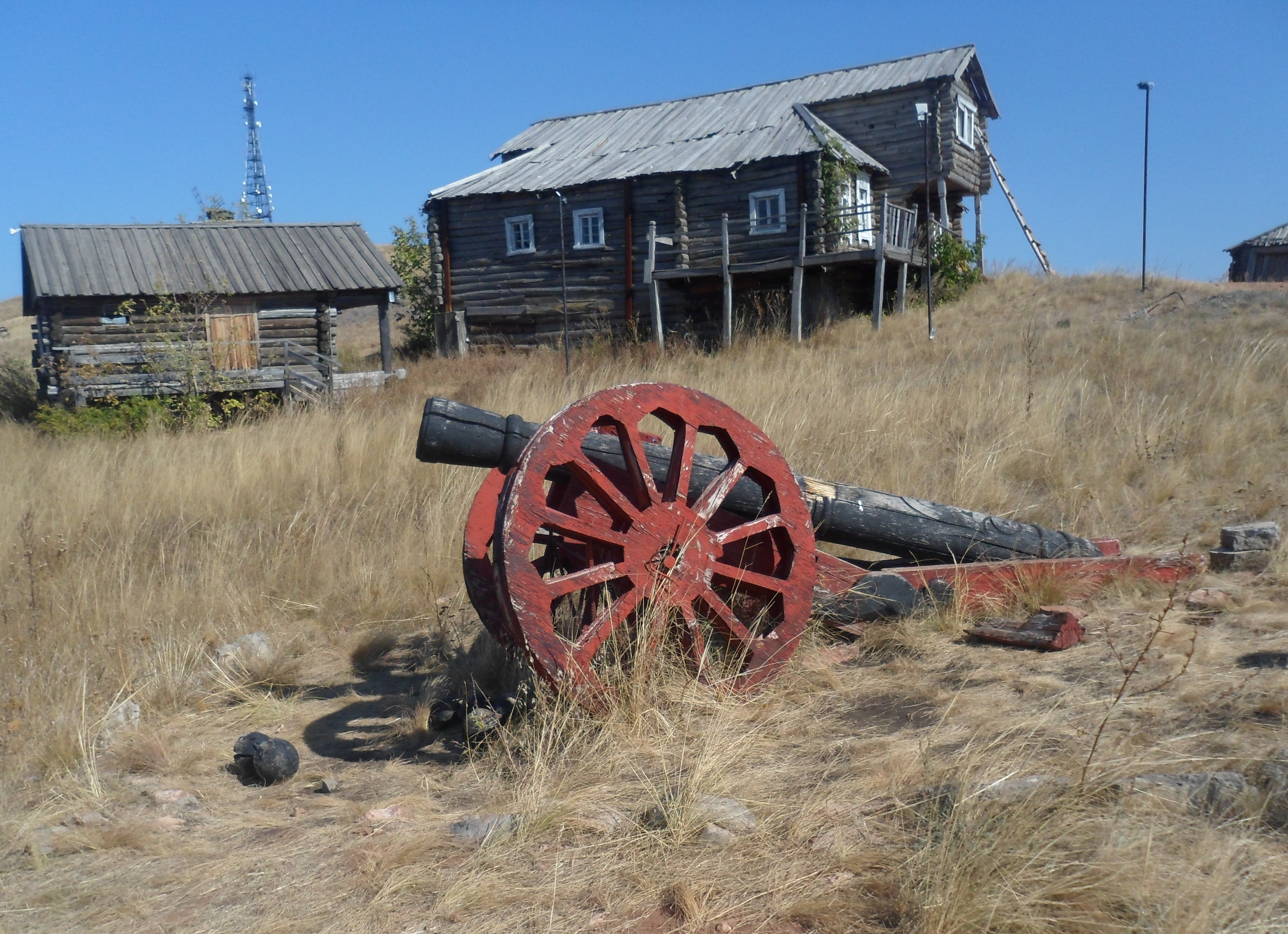
Музей под открытым небом на Красной горе